# ليليان كالجمان
ليليان كالجمان (بالفرنسية: Lilian Calmejane)‏ (و. 1992  م) هو راكب دراجة هوائية فرنسي، شارك في سباق طواف فرنسا 2017، وطواف فرنسا 2018، وطواف فرنسا 2019.

## سجل الفوز

### سباقات أو مراحل فاز بها
| التاريخ        | السباق                             | المركز                                             |
| -------------- | ---------------------------------- | -------------------------------------------------- |
| 16 أغسطس 2014  | طواف أين 2014                      | العاشر في تصنيف أفضل شاب                           |
| 06 أبريل 2015  | تريبتيك ديس مونتس إت شاتيوكس 2015  | الأول في التصنيف العام                             |
| 02 أغسطس 2015  | 2015 Tour Alsace                   |                                                    |
| 14 فبراير 2016 | لا مديترانين 2016                  |                                                    |
| 25 فبراير 2016 | طواف بروفانس 2016                  | الثالث في التصنيف العام                            |
| 16 أبريل 2016  | طواف فينيستير 2016                 | الثامن في التصنيف العام                            |
| 17 أبريل 2016  | ترو-برو ليون 2016                  |                                                    |
| 29 يناير 2017  | سباق جائزة لا مارسيليس الكبرى 2017 | الثالث في التصنيف العام                            |
| 05 فبراير 2017 | نجم بسجس 2017                      | الأول في التصنيف العام، الثالث في تصنيف النقاط     |
| 19 فبراير 2017 | طواف دو هوت فار 2017               | الخامس في التصنيف العام                            |
| 25 فبراير 2017 | كلاسيك سود أرديتشي 2017            | التاسع في التصنيف العام                            |
| 12 مارس 2017   | باريس-نيس 2017                     | الأول في تصنيف الجبال، السابع في تصنيف أفضل شاب    |
| 26 مارس 2017   | كوبي وبارتالي 2017                 | الأول في التصنيف العام                             |
| 07 أبريل 2017  | حلبة دي لا سارث 2017               | الأول في التصنيف العام، الرابع في تصنيف النقاط     |
| 25 فبراير 2018 | لادهوم الكلاسيكي 2018              | الأول في التصنيف العام                             |
| 10 أبريل 2018  | باريس-كاممبير 2018                 | الأول في التصنيف العام                             |
| 17 فبراير 2019 | طواف بروفانس 2019                  | الأول في تصنيف الجبال، المرتبة 11 في التصنيف العام |
| 02 مارس 2019   | كلاسيك سود أرديتشي 2019            | الأول في التصنيف العام                             |
| 04 أغسطس 2020  | روت دو دوكسيتاني 2020              | الأول في تصنيف الجبال                              |
| 02 أغسطس 2023  | طواف أين 2023                      | الأول في تصنيف الجبال، العاشر في تصنيف النقاط      |

## روابط خارجية
- ليليان كالجمان على موقع الاتحاد الدولي للدراجات (الإنجليزية)
- ليليان كالجمان على موقع أرشيف الدراجات (الإنجليزية)
- ليليان كالجمان على موقع إحصائيات الدراجات الإحترافية (الإنجليزية)
- ليليان كالجمان على موقع نسبة الدراجات (الإنجليزية)
- ليليان كالجمان على موقع CycleBase (الإنجليزية)